# Nikolaj Ivanovič Saltykov
Il principe Nikolaj Ivanovič Saltykov, in russo Николай Иванович Салтыков? (San Pietroburgo, 31 ottobre 1736 – San Pietroburgo, 28 maggio 1816), è stato un generale, politico e nobile russo.
Feldmaresciallo, capo dell'esercito russo e presidente del collegio di guerra nel 1791-1802, fu inoltre luogotenente gran maestro ad interim del Sovrano Ordine di Malta dal 1801 al 1803.
Cortigiano alla corte di Caterina II di Russia, della quale fu il primo amante, divenne tutore del futuro zar Paolo I di Russia, nonché dei suoi figli Costantino e Alessandro.

## Biografia

### I primi anni
Nikolaj Saltykov nacque a San Pietroburgo il 31 ottobre 1736. Suo padre fu il generale Ivan Alekseevič Saltykov, figlio di un cugino di secondo grado dell'imperatrice Anna I di Russia, mentre sua madre era la contessa Anastasija Petrovna Tolstoja, nipote del politico Pëtr Andreevič Tolstoj e dell'atamano Ivan Skoropadsky.

### Carriera militare

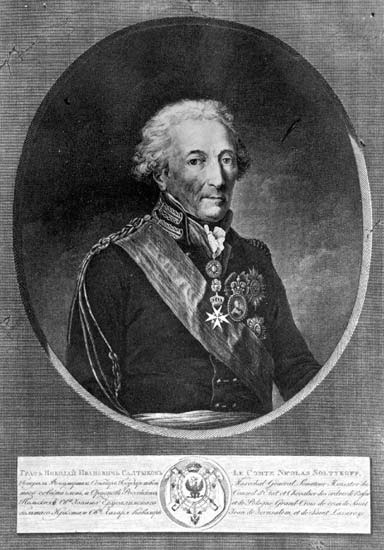
Saltykov in una stampa d'epoca nelle vesti di generale

Egli prese servizio a corte come membro del reggimento Semënovskij, nel quale prese stabilmente servizio a partire dal 1748.
Nel 1747, assieme al padre, partecipò alla marcia delle forze russe sul Reno. Nel corso della Guerra dei sette anni si distinse in molte battaglie contro le truppe prussiane. Dopo la vittoria a Kunersdorf su Federico II di Prussia, venne inviato a San Pietroburgo col compito di consegnare al Comandante in Capo il resoconto della vittoria ed in quella sede venne nominato colonnello.
Nel 1761, al comando di Pëtr Aleksandrovič Rumjancev-Zadunajskij, si batté nella presa di Kolberg (Kołobrzeg).
Lo Zar Pietro III di Russia nominò Saltykov al grado di maggior generale. Nel 1763 egli ottenne il comando delle truppe presenti in Polonia e partecipò quindi alla Guerra russo-turca. Nel 1769 aiutò il Principe Aleksandr Michajlovič Golicyn nell'assedio e nell'occupazione di Chotyn, città nella quale le truppe russe entrarono il 10 settembre.
Per essersi distinto in questi scontri ottenne il grado di generale-luogotenente e l'onorificenza dell'Ordine di Aleksandr Nevskij, ma a causa della propria salute venne presto costretto a lasciare il campo di battaglia per potersi curare all'estero; durante questo tempo, passò tre anni in cui visitò l'Europa, toccando tappe importanti come Berlino e Parigi. Dopo essere tornato in Russia, il Generale ottenne dalla Zarina Caterina II di Russia il posto di Vice Presidente del Consiglio Militare di Russia. Simultaneamente, la stessa Zarina nominò Saltykov Hofmeister di corte. Divenuto tutore del Granduca Paolo, Saltykov visitò con lui nel 1776 Berlino, accompagnandolo poi tra 1781 ed il 1782 in un viaggio in Europa.
Il 24 novembre 1782, Caterina II onorò Saltykov dell'Ordine di Sant'Andrea e lo nominò senatore e membro del consiglio dell'alta corte. Negli anni successivi la Zarina incaricò Saltykov di svolgere stabilmente il ruolo di istitutore dei suoi nipoti, Alessandro e Costantino. Nel 1790, nei giorni della celebrazione della pace con la Svezia, Saltykov ottenne il titolo di Conte dell'Impero Russo e del possesso di 5000 contadini nei territori della Polonia russa, ottenendo anche una pensione annua di 125 rubli.
Dopo l'ascesa al trono del granduca Paolo, Saltykov venne promosso al rango di Feldmaresciallo Generale l'8 novembre 1796 e la designazione quale Presidente del Consiglio Militare di Stato.
Alessandro I durante i giorni della sua incoronazione, regalò al Feldmaresciallo un suo ritratto decorato con diamanti. Il nuovo Zar, rinunciando ad assumere la carica di Gran Maestro dell'Ordine di San Giovanni di Gerusalemme, nominò Saltykov luogotenente dello stesso Ordine, carica che tenne fino al 1803.
Dall'inizio delle guerre napoleoniche, Saltykov venne incaricato di occuparsi dei rapporti militari, occupando anche la posizione effettiva di Capo di Stato in assenza di Alessandro I durante il suo periodo di guida dell'esercito russo (1813-1814). Al ritorno di questi a San Pietroburgo, venne elevato al grado di Principe dell'Impero Russo col titolo di Eccellenza.
Morì il 24 maggio 1816 e venne sepolto accanto alla moglie a Snegirevo,sotto l'altare della Chiesa dell'Esaltazione della Croce.

## Mediatore tra Caterina II e Paolo

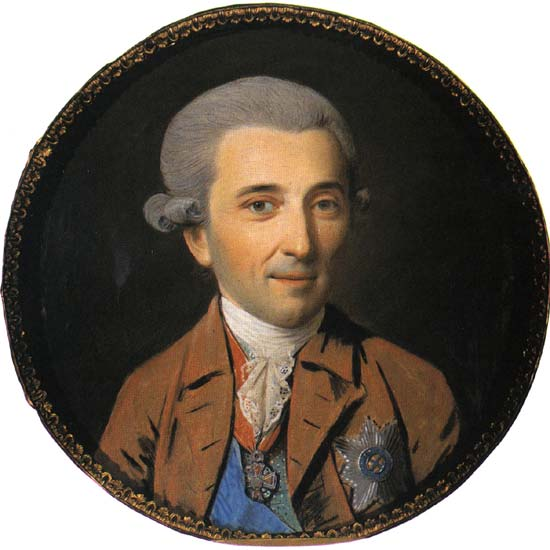
Saltykov in un ritratto di Johann Heinrich Schmidt degli anni '80 del Settecento

Il ruolo di Saltykov è ricordato agli onori della storia in particolare come tutore e confidente dell'erede al trono russo, il futuro Paolo I e dei suoi fratelli, nonché di mediatore tra la figura della zarina e dello zarevic.
Il 5 novembre 1773, l'imperatrice scriveva a Saltykov: "... ho scelto voi per badare a mio figlio, e domani mattina quando verrete da me vi spiegherò io stessa le ragioni per cui l'ho fatto". La zarina informò anche il figlio della sua decisione con queste parole: "[...] avrai un volto significativo e una personalità di spicco per dar lustro alle tue uscite, ma anche una persona che tenga in buon ordine le persone assegnate alla tua corte personale... Attraverso di lui ti verranno presentati tutti gli stranieri a corte e altre personalità; egli sarà incaricato della tua tavola e dei tuoi servi, per mantenere l'ordine e il necessario decoro della tua corte. Quest'uomo è pieno di onestà e mansuetudine, e ovunque servisse, siamo sempre stati contenti di lui".
All'inizio, Paolo ebbe un atteggiamento sospettoso nei confronti dell'uomo affidatogli dalla madre in quanto credeva che l'avesse inviato a controllarlo. Tuttavia Saltykov, che da anni si trovava a corte e conosceva perfettamente il modo di agire e di ragionare dello zarevic, si adattò e come disse F. Golovkin "ottenne tutto segretamente, senza mai aspirare o chiedere apertamente nulla". A differenza della maggior parte delle persone vicine a Paolo, Saltykov godeva della stessa buona disposizione sia dell'imperatrice che del suo erede, e fu in grado anche, al meglio delle proprie possibilità, di mantenere buoni rapporti tra i due.
Insieme al granduca Paolo, Saltykov visitò Berlino nel 1776, dove il principe ereditario russo si fidanzò con la nipote del re di Prussia, la principessa del Württemberg e, nel 1781 e nuovamente nel 1782, accompagnò la famiglia del granduca nel suo viaggio attraverso l'Europa.

## Aspetto, carattere, possedimenti

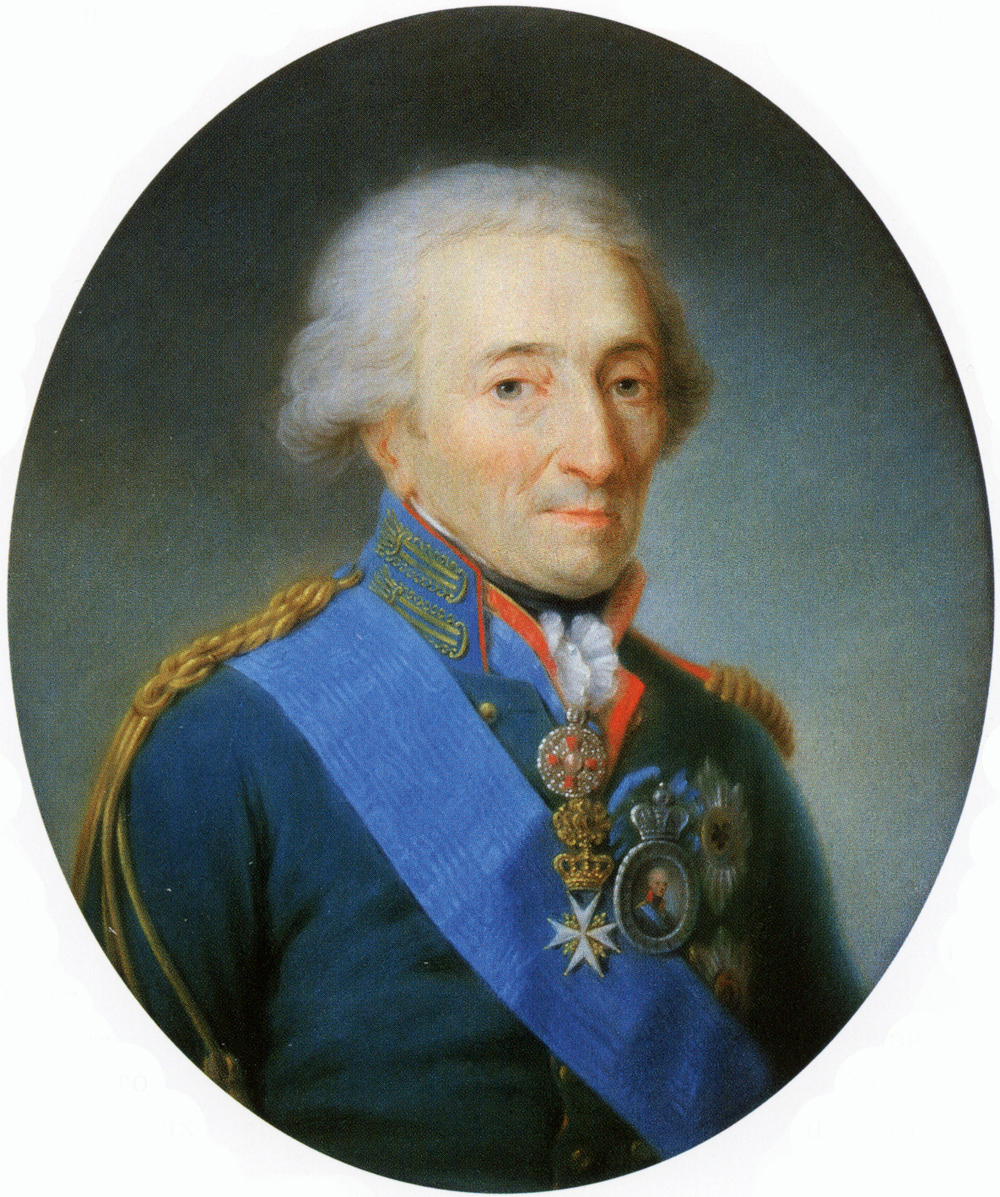
Il principe Saltykov negli ultimi suoi anni

"Il suo viso era sempre sorridente, portava una parrucca alta, pettinata come si usava ai suoi tempi con cipria e portava il rossetto; aveva una ferita a una gamba e per quella zoppicava; quando si alzava da una sedia, spesso tirava la gamba prima di riprendere a camminare; indossava sempre un'uniforme militare di colore verde, mentre la giacca era sempre aperta. Portava stivali neri e si sosteneva con un bastone; era molto devoto e pregava a lungo al mattino". Con queste parole il segretario di stato Gribovsky descriveva Saltykov alla fine del regno di Caterina.
Fëdor Petrovič Tolstoj nelle sue memorie presentò la figura di Saltykov come quella di "un vecchietto piccolo, magro, curvo, con un naso lungo e sempre in uniforme militare; andava sempre in giro a tirarsi i calzoni, come temendo che cadessero; era molto divertente e caricaturale." Riguardo alla religiosità del vecchio principe Tolstoj, lo scrittore riteneva che fosse "un grande ipocrita: portava al collo, oltre alla croce, tante piccole immaginette smaltate, le portava addirittura in tutte le tasche".

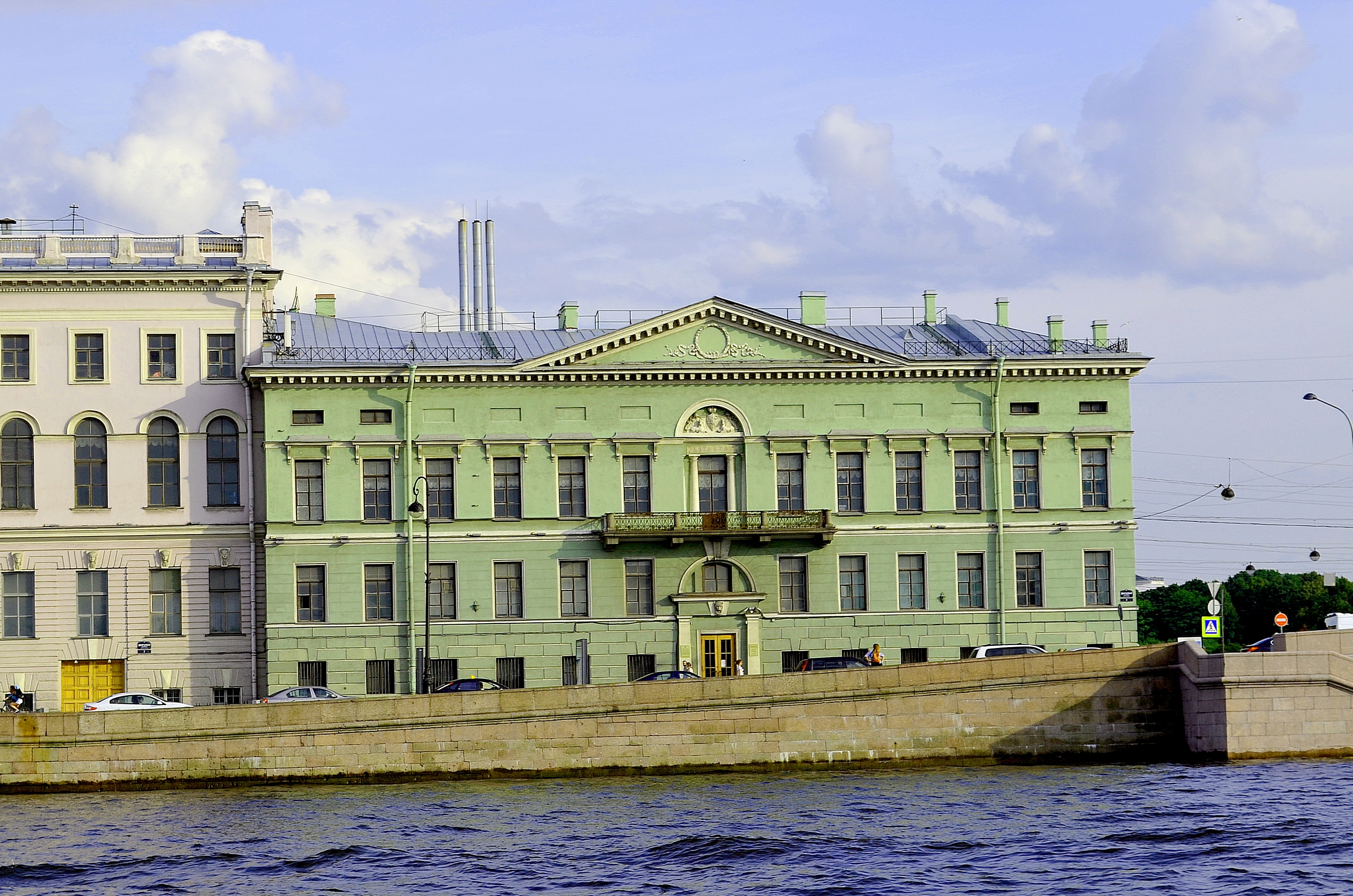
Palazzo Saltykov a San Pietroburgo dove il principe visse con la sua famiglia

Troviamo una descrizione simile della sua personalità nelle memorie del conte Golovkin: "Era un uomo di piccola statura, con una faccia giallastra, occhi molto vivaci, maniere educate e finte contrazioni dei muscoli facciali, grazie alle quali poteva dare al suo viso l'espressione desiderata e preparare risposte anche a domande delicate, non conoscendo egli né fede né verità, tranne che per i suoi vicini e per sé stesso, come pure possedeva un'avidità vergognosa e un'astuzia immutabile".
Secondo il principe Ivan Michajlovič Dolgorukov, Saltykov "amava interiormente solo se stesso e non era in grado di fare del bene quando questo richiedeva una certa elasticità nel carattere, perseveranza nelle azioni e fermezza nelle regole".
Oltre al grande palazzo di San Pietroburgo che abitò con la sua famiglia e che gli era stato donato dalla zarina Caterina II, negli ultimi anni della sua vita (1814-1816), il principe Saltykov occupò anche un altro palazzo nella capitale russa, in via Bolshaya Morskaya n.33. Possedeva inoltre una tenuta in campagna a Cherkutino (Cherkvatino), a quaranta miglia da Vladimir, e una a Krasnoye non lontana da Mosca.

## Matrimonio

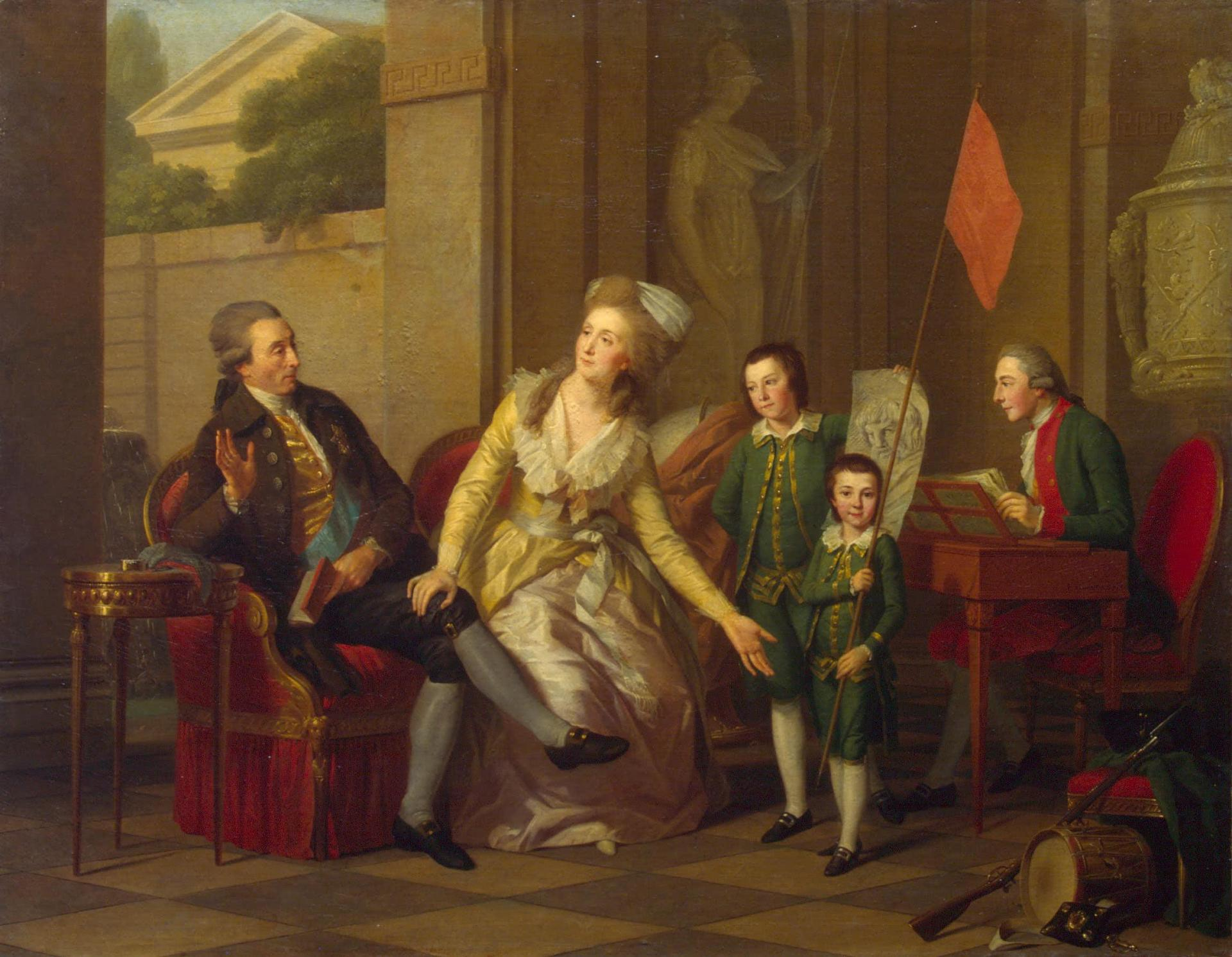
Il principe Saltykov con la moglie e i figli, di Johann Friedrich August Tishbeyn, 1782, Museo statale Ermitage.

Nel 1762 sposò Natal'ja Vladimirovna Dolgorukova (1736-1812), figlia del principe Vladimir Petrovič Dolgorukov. Ebbero tre figli:
- Dmitrij Nikolaevič (1767-1826), padre dell'esploratore Aleksej Dmitrievič Saltykov;
- Aleksandr Nikolaevič (1775-1837);
- Sergej Nikolaevič (1777-1828).